# Bundesstraße 42
Die Bundesstraße 42 (Abkürzung: B 42) führt von Bonn nach Darmstadt.
Die B 42 geht am Autobahnkreuz Bonn-Ost aus der Bundesautobahn 59 hervor. Sie erschließt von hier über Neuwied, Lahnstein, Rüdesheim und Wiesbaden das Mittelrheintal rechtsrheinisch. Besonders an den Steilufern des Oberen Mittelrheintals und im Rheingau verläuft sie direkt in Ufernähe des Rheins und ist bei Hochwasser von Überflutungen bedroht. Ihr linksrheinisches Gegenstück ist die Bundesstraße 9.
Von Wiesbaden bis zum Autobahnanschluss Büttelborn wurde die B 42 durch die Autobahnen 66, 671, 60 und 67, sowie die B 44 ersetzt. Ab dort verläuft die Strecke wieder unter dem Namen B 42 bis zur westlichen Stadtgrenze von Darmstadt. Das verbleibende Teilstück von dort bis in die Innenstadt wurde durch den neuen Verlauf der B 3 ersetzt.
Rheinhochwasser und Großveranstaltungen wie Tal Total oder Rhein in Flammen haben je nach dem Straßensperrungen in unterschiedlicher Länge mit großräumigen Umleitungen zur Folge, zum Teil durch Weinbergswege und Höhengemeinden. Im Extremfall sind die Ortschaften im oberen Mittelrheintal rechtsrheinisch nur über die zwischen Wiesbaden und Lahnstein über den Taunus verlaufende Bundesstraße 260 erreichbar.

## Geschichte

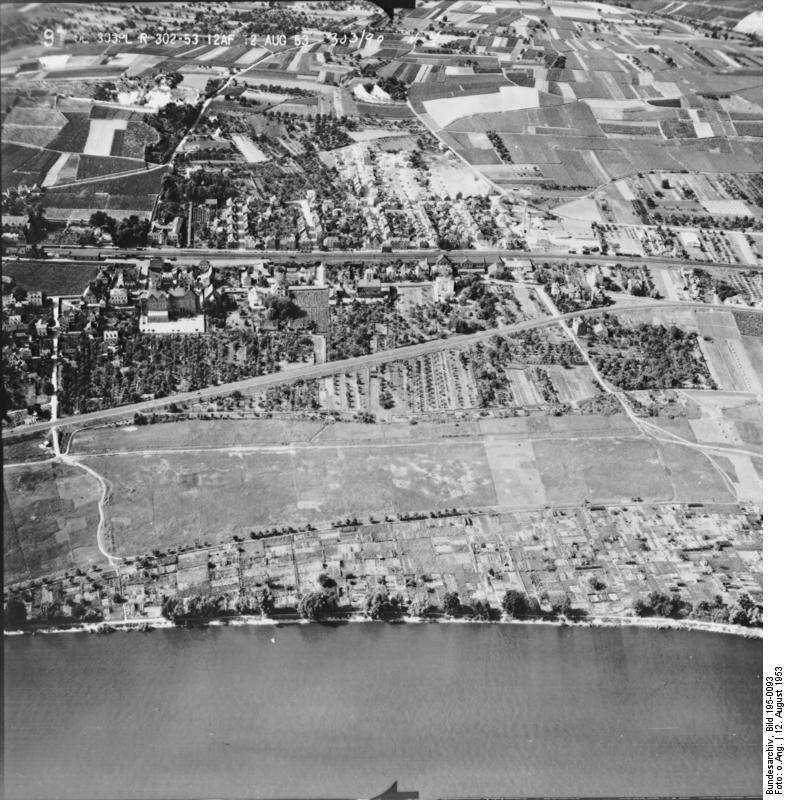
Anfang der als Ortsumgehung ausgebauten Bundesstraße 42 östlich von Geisenheim am 12. August 1953

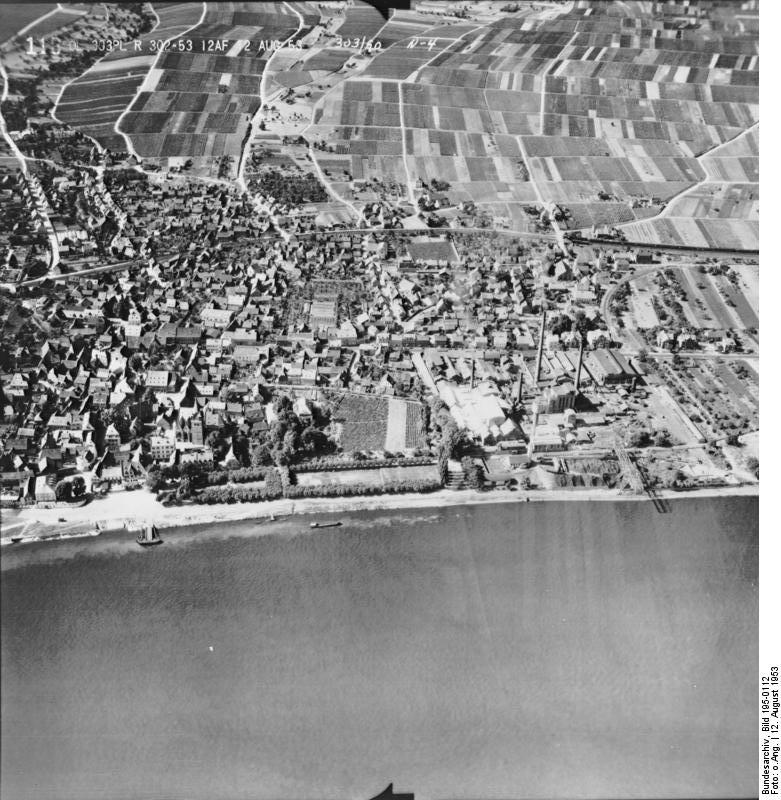
Oestrich mit Industriegebiet, Kaianlagen und Portalkran vor dem Ausbau der B 42 zur Ortsumgehung

Der Chausseebau zwischen Darmstadt und Mainz-Kastel wurde 1827 begonnen und 1833 vollendet.
Im Bereich des Herzogtums Nassau – von Biebrich am Rhein bis Niederlahnstein – wurde eine durchgehende Uferstraße erst nach 1830 gebaut. Vorher gab es nur eine einfache Landstraße von Biebrich bis Rüdesheim am Rhein, die erst 1802 besser ausgebaut wurde. Bis dahin fand der Fernverkehr nur auf dem Wasser statt. Im Bereich des Binger Lochs wurden die Schiffe, die hier nicht passieren konnten, ausgeladen und die Ware wurde über eine Höhenstraße, den Kaufmannsweg, zwischen Rüdesheim und Lorch am Rhein über den Taunushauptkamm verfrachtet. Der Bau der Rheinuferstraße im Bereich der Felsenstrecke war ein wichtiger Beitrag zur Schaffung eines modernen Straßennetzes in dem neugeschaffenen Herzogtum.

### Frühere Strecken und Bezeichnungen
Bei der ursprünglichen Nummerierung 1932 führte die damalige Fernverkehrsstraße 42 (FVS 42), 1934 in Reichsstraße 42 (R 42) umbenannt, von Darmstadt aus weiter bis Aschaffenburg. Diese Strecke wurde später durch die Bundesstraße 26 ersetzt.

### Veränderungen und Planungen

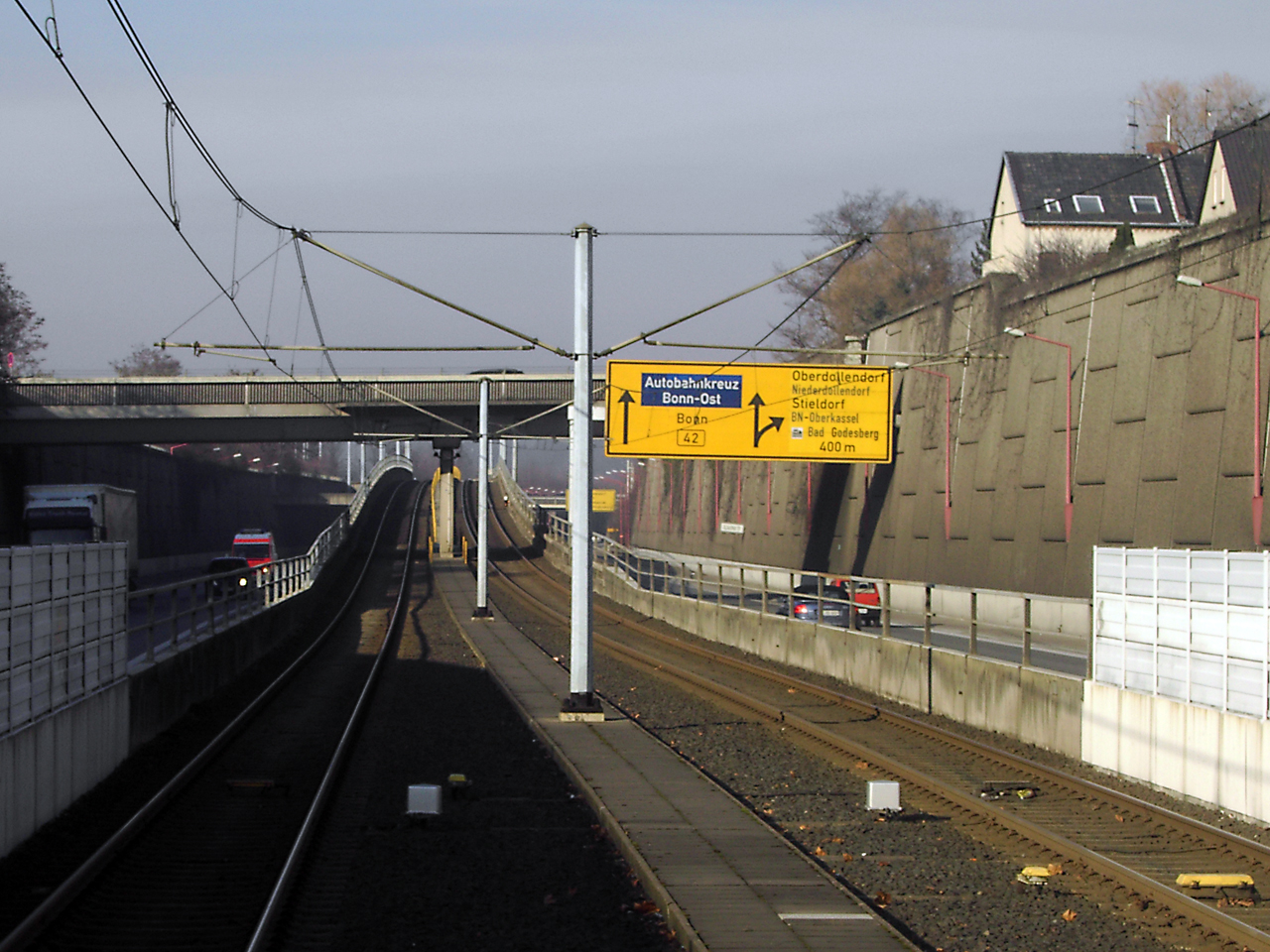
Die Siebengebirgsbahn zwischen den Richtungsfahrbahnen der B 42 im Trog bei Königswinter-Oberdollendorf

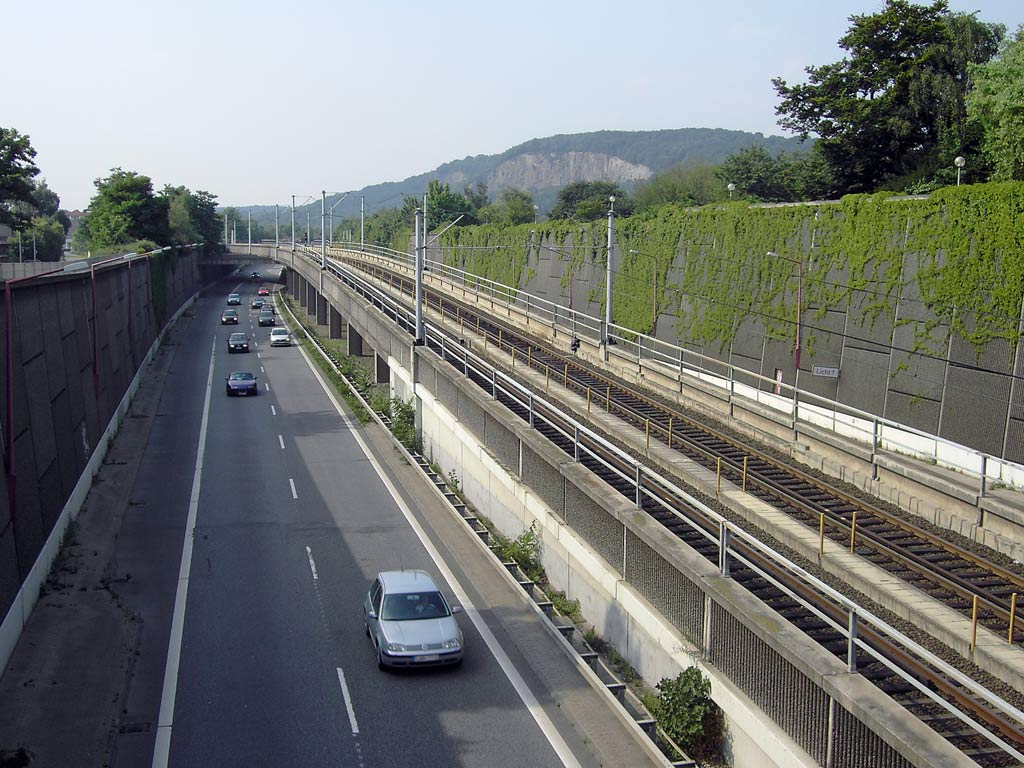
Blick von oben (Tunneleingang) in den Trog in Oberdollendorf mit der einschwenkenden Rampe der Siebengebirgsbahn (hinten)

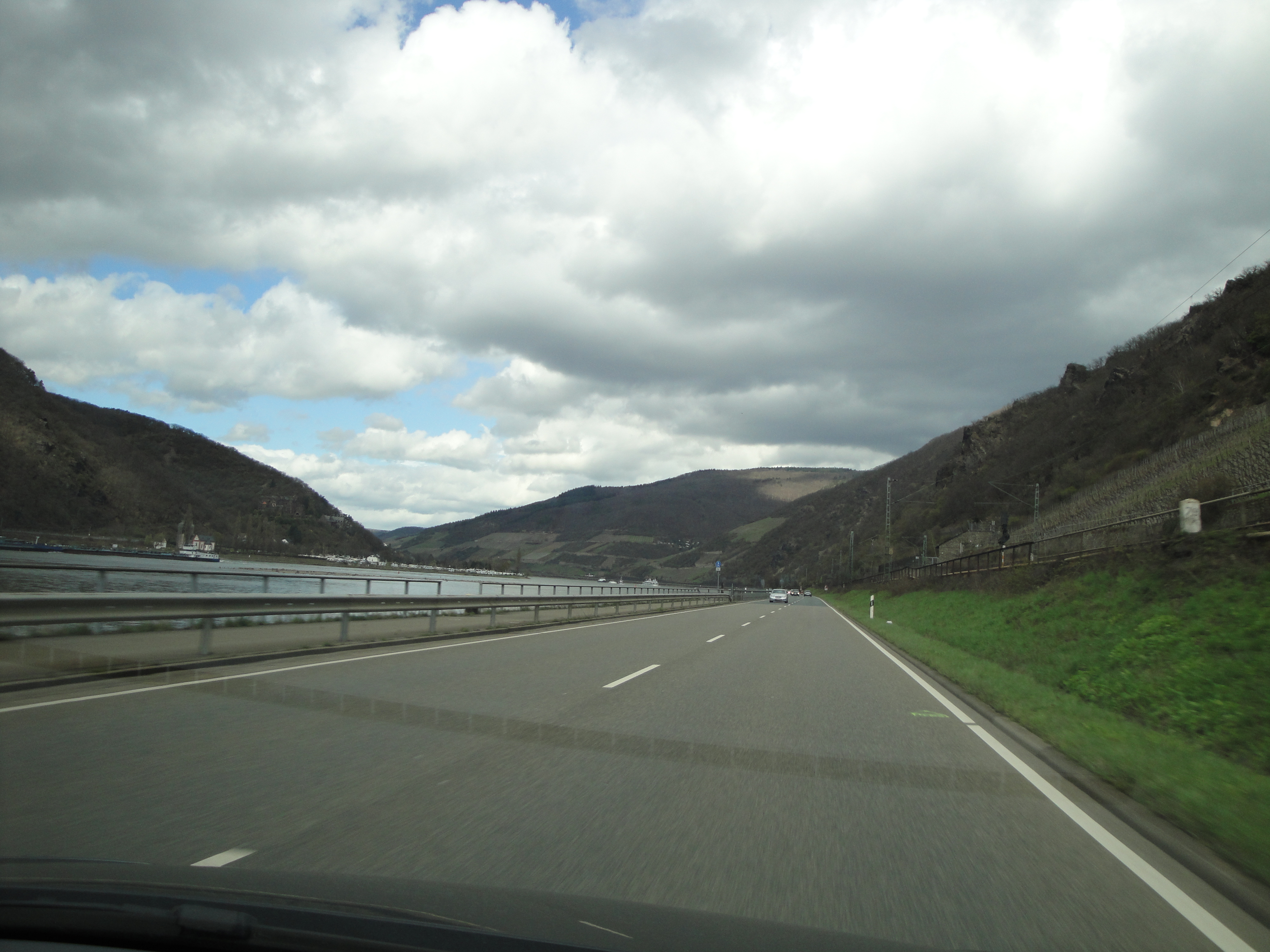
Fahrt auf der B 42 rheinabwärts kurz hinter Assmannshausen, linksrheinisch Burg Reichenstein und der Campingplatz bei Trechtingshausen, rechtsrheinisch die Eisenbahnstrecke Wiesbaden-Niederlahnstein (Rechte Rheinstrecke) unter dem Teufelskadrich, hinten Weinberge von Lorch

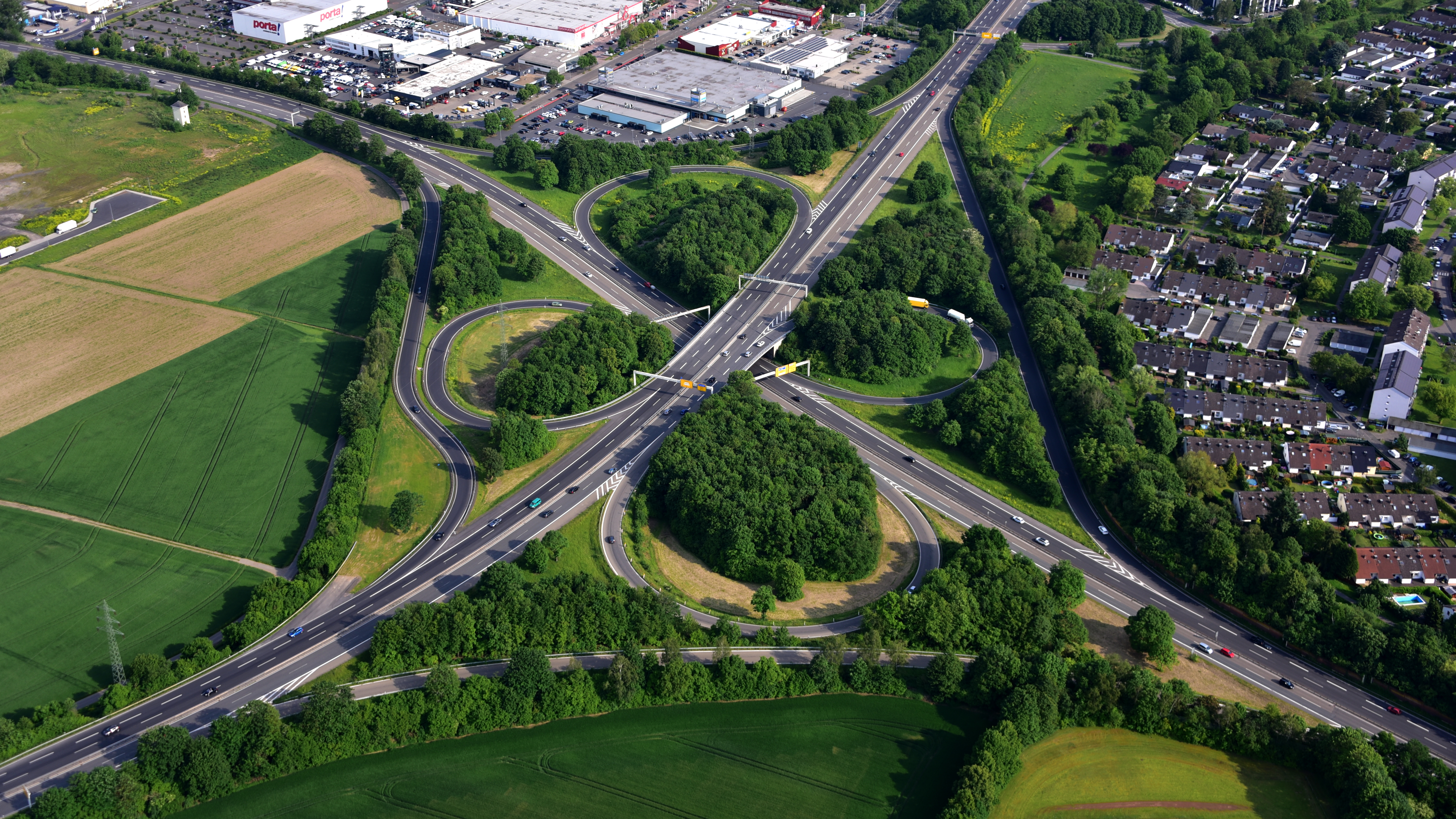
Kleeblatt B 42 – B 256, Luftaufnahme (2019)

Anfang bis Mitte der 1980er-Jahre erhielt die B 42 bei Königswinter und Bonn eine neue Trassenführung, um sie vierstreifig zu erweitern und Königswinter, Niederdollendorf und Oberkassel vom Durchgangsverkehr zu entlasten. Bei der alten Strecke war ein Ausbau nicht möglich. Der Streckenabschnitt verläuft teilweise im Trog, teilweise im Tunnel. Die Siebengebirgsbahn, eine Stadtbahnlinie, wurde gleichzeitig in den Mittelstreifen des Trogabschnittes verlegt. Bei der Eröffnung im Sommer und Winter 1984 waren die Tunnel- und Trogbauwerke mit 250 Millionen Mark (etwa 130 Millionen Euro) die teuerste Bundesstraße in Deutschland. Der Baubeginn verzögerte sich um mehrere Jahre, da etwa 90 betroffene Anlieger und Kleinbauern gegen ihn klagten. In den 1990er-Jahren wurden 160 jeweils 30 Meter lange Stahlanker im Oberkasseler Bereich angebracht, um Erdrutsche zu verhindern. Die 1962 fertig gestellte Drachenbrücke bei Königswinter wurde seit 2020 saniert, um die Beschädigungen durch die hohen Belastungen zu beheben. Ab 2021 werden zu dem die Trog- und Tunnelbauwerke saniert werden, unter anderem die „komplette Sicherheitstechnik“. Aktuell befindet sie sich immer noch im Bau. Eine zeitnahe Fertigstellung ist nicht abzusehen.
Durch die Höherlegung der Trasse bei Erpel, die am 9. August 2001 begann und im Juli 2002 erfolgreich abgeschlossen wurde, konnte die Anzahl der Sperrungen wegen Hochwassers verringert werden.
Zwischen Bendorf und Neuwied ist die B 42 vierstreifig ausgebaut mit kreuzungsfreien Anschlüssen an die BAB 48 in Bendorf und die B 256 in Neuwied. Im Bereich Neuwied-Irlich bis Leutesdorf wurde die Straße hochwasserfrei gebaut. Der hochwasserfreie Ausbau im Bereich Hammerstein wurde 2010 begonnen. Zwischen Rheinbrohl und Bad Hönningen wurde eine Ortsumgehung gebaut. Der hochwasserfreie Ausbau bei Hammerstein wurde nach 40 Jahren Planung und sechseinhalb Jahren Bauzeit im September 2017 fertiggestellt. Der Ausbau kostete einschließlich der Schallschutzmaßnahmen 14 Millionen Euro.
In Koblenz wurde am 27. Juni 2003 der Glockenbergtunnel fertiggestellt. Er ermöglicht einen kreuzungsfreien Anschluss der Pfaffendorfer Brücke an die B 42.
In Rüdesheim am Rhein sahen Planungen eine Verlegung der B 42 auf die Trasse der rechten Rheinstrecke vor. Die Bahnstrecke sollte dafür bis zum Jahr 2016 in einen Tunnel unter dem Niederwald verlegt werden, der die Stadt vom Schienenverkehr befreit hätte. Dabei wäre insbesondere der Bahnübergang der B 42 in Rüdesheim am Rhein entfallen, an dem oft lange Staus entstehen.
Die Finanzierung des mit 234 Millionen Euro veranschlagten Projektes wurde Ende 2007 in Vereinbarungen zwischen Bund, Land Hessen, der Stadt und der Deutschen Bahn zunächst sichergestellt. Auf Wunsch der Stadt Rüdesheim und nach Abstimmung mit dem Hessischen Verkehrsministerium wurden die Pläne für den Durchgangsverkehr, der nach der Inbetriebnahme des Tunnels auf der alten Bahntrasse verlaufen sollte, geändert. Die B 42 sollte auch nach der Verlegung nicht Ortsumgehung werden, sondern städtische Hauptverkehrsstraße bleiben. An Stelle von Fußgängerunterführungen sollten fünf ebenerdige Fußgängerüberquerungen mit Mittelinseln entstehen. Die Eröffnung des Planfeststellungsverfahrens hatte sich dadurch bis zum Frühjahr 2010 verzögert. Es wurde erwartet, dass sich die Gesamtkosten um bis zu 10 Millionen Euro vermindern, allerdings bei entsprechender Verzögerung des Baubeginns und der Fertigstellung der Gesamtmaßnahme.
Im September 2012 wurde bekannt, dass der Bund sich aus der Finanzierung des Projekts zurückgezogen hatte, da er es für unwirtschaftlich erachtete. Da nun auch das Land Hessen erklärte, keine Mittel mehr bereitzustellen, ist derzeit die Realisierung äußerst unwahrscheinlich.
In den Jahren 1951 bis 1961 wurde die B 42 zwischen Rüdesheim und Eltville als Umgehungsstraße abschnittweise neu trassiert. Die Ortsumgehung von Geisenheim erfolgte bis 1951, die Umgehung Hattenheim bestand bereits vor dem Zweiten Weltkrieg. Die größte Herausforderung war der Verlauf der Umgehungsstraße in Höhe von Oestrich, wo ein Industriegebiet mit Kaianlagen bestand. Ein Portalkran der Koepp AG sorgte für die Be- und Entladung von Schiffen. Im Jahr 1960 wurde schließlich der landläufig so genannte Oestricher Tunnel bzw. Koepp-Tunnel mit über 120 Meter Länge errichtet. Es handelt sich um eine Art Hochstraße auf Betonstelzen mit Einhausung der Fahrbahn, die den anliegenden Betrieben sowohl die Unterquerung der B 42 als auch die weitere Verladung schwebender Lasten ohne Gefährdung des Verkehrs auf der Straße ermöglichte. Seit 1997 sind die Kaianlagen und der Portalkran außer Betrieb. Im Juli 2009 wurde der Kran demontiert.
Die mit über 15 Metern auffällig breite Trasse zwischen Rüdesheim und Eltville verläuft im Überschwemmungsgebiet auf einem aufgeschütteten Fahrdamm nahe am Rheinufer. In den 70er Jahren war sogar ein Ausbau zur Autobahn geplant, was aber nur in Geisenheim zu einer großen Anschlussstelle Geisenheim-West führte.
Im Jahr 1989 wurden die Ortsdurchfahrten Eltville und Walluf nach 30 Jahren Planung durch eine vierstreifig ausgebaute (2×2) Umgehung ersetzt, die mit vier kreuzungsfreien Anschlüssen und drei Talbrücken durch die Rebhänge nördlich von Eltville am Rhein und Oberwalluf führt und bei Wiesbaden-Frauenstein in die A 66 übergeht.

## Ausbauzustand
Der Ausbauzustand der B 42 gliedert sich wie folgt:
| Abschnitt                              | Streifen | Trennstreifen | Bemerkung       |
| -------------------------------------- | -------- | ------------- | --------------- |
| Bonn – L 144 Bad Honnef                | 4        | ja            | autobahnähnlich |
| L 144 Bad Honnef – Neuwied             | 2        | nein          |                 |
| Neuwied – Bendorf                      | 4        | ja            | autobahnähnlich |
| Bendorf – Koblenz                      | 2        | nein          |                 |
| Stadtgebiet Koblenz                    | 4        | nein          |                 |
| Koblenz – Lahnstein                    | 4        | ja            | autobahnähnlich |
| Lahnstein – K 638 Eltville             | 2        | nein          |                 |
| K 638 Eltville – Wiesbaden-Frauenstein | 4        | ja            | autobahnähnlich |
| Groß-Gerau – Büttelborn                | 2        | nein          |                 |
| Büttelborn – Weiterstadt               | 2        | nein          |                 |
| Weiterstadt – Darmstadt                | 4        | ja            | autobahnähnlich |

## Lkw-Maut
Auf dem Streckenabschnitt von Neuwied bis Bendorf wurde seit dem 1. August 2012 LKW-Maut erhoben. Seit Juli 2018 gilt auf der gesamten Streckenlänge der B 42 die LKW-Maut.